# 阿维·威格德森
阿维·威格德森（1956年9月9日—）是以色列一位数学家、计算机科学家，他是美国普林斯顿高等研究院数学学院的一名教授。他的研究包括复杂性理论、平行算法、图论、密码学、分布式计算和神经网络，2021年，威格德森因其在理论计算机科学领域的研究成果获得阿贝尔奖。他还获得2023年图灵奖，以表彰他在计算理论中对随机性的理解所做出的贡献。

## 早年生活與學習
威格德森出生於以色列海法，父母是納粹大屠殺倖存者。威格德森畢業於海法希伯來瑞利學校，並於1980年从以色列理工学院毕业，之后进入普林斯顿大学攻读研究生，1983年在导师理查德·利普顿指导下完成题为《计算复杂性研究》的博士论文，并获得了计算机科学博士学位。

## 學術生涯
他先后在加利福尼亚大学伯克利分校、圣何塞IBM研究院、美国国家数学科学研究所担任过短期职位，1986年在耶路撒冷希伯来大学获得教职。1999年，威格德森在普林斯顿高等研究院获得职位，2003年他放弃了希伯来大学的职位，成为普林斯顿高等研究院的全职人员。

## 奖项与荣誉
- 威格德森因在计算复杂性理论方面的工作获得1994年的内万林纳奖。[10]
- 2009年他与另外两名科学家共同获得哥德尔奖，奖励他在圖的鋸齒積（英语：Zig-zag product）方面的工作，鋸齒積運算能將若干個较小的图组合为较大的图，可用于构造扩展图。[11]
- 2013年他被选为美国国家科学院院士[12]
- 2018年因对“理论计算机科学和数学的贡献”被选为计算机协会会士。[13]
- 2019年获得高德纳奖，以奖励他对“计算机科学在随机计算、密码学、电路复杂性、证明复杂性、并行计算以及我们对图的基本性質的理解”所作的贡献。[14]
- 2021年，威格德森与洛瓦兹·拉兹洛共同获得阿贝尔奖，“以表彰他们对理论计算机科学和离散数学的基础性贡献，以及他们将其塑造为现代数学的中心领域方面的领导作用”。[15][16][17]
- 2024年，他因其对计算理论中随机性的理解做出的贡献而获得2023年图灵奖。[5][6]